# Toteis

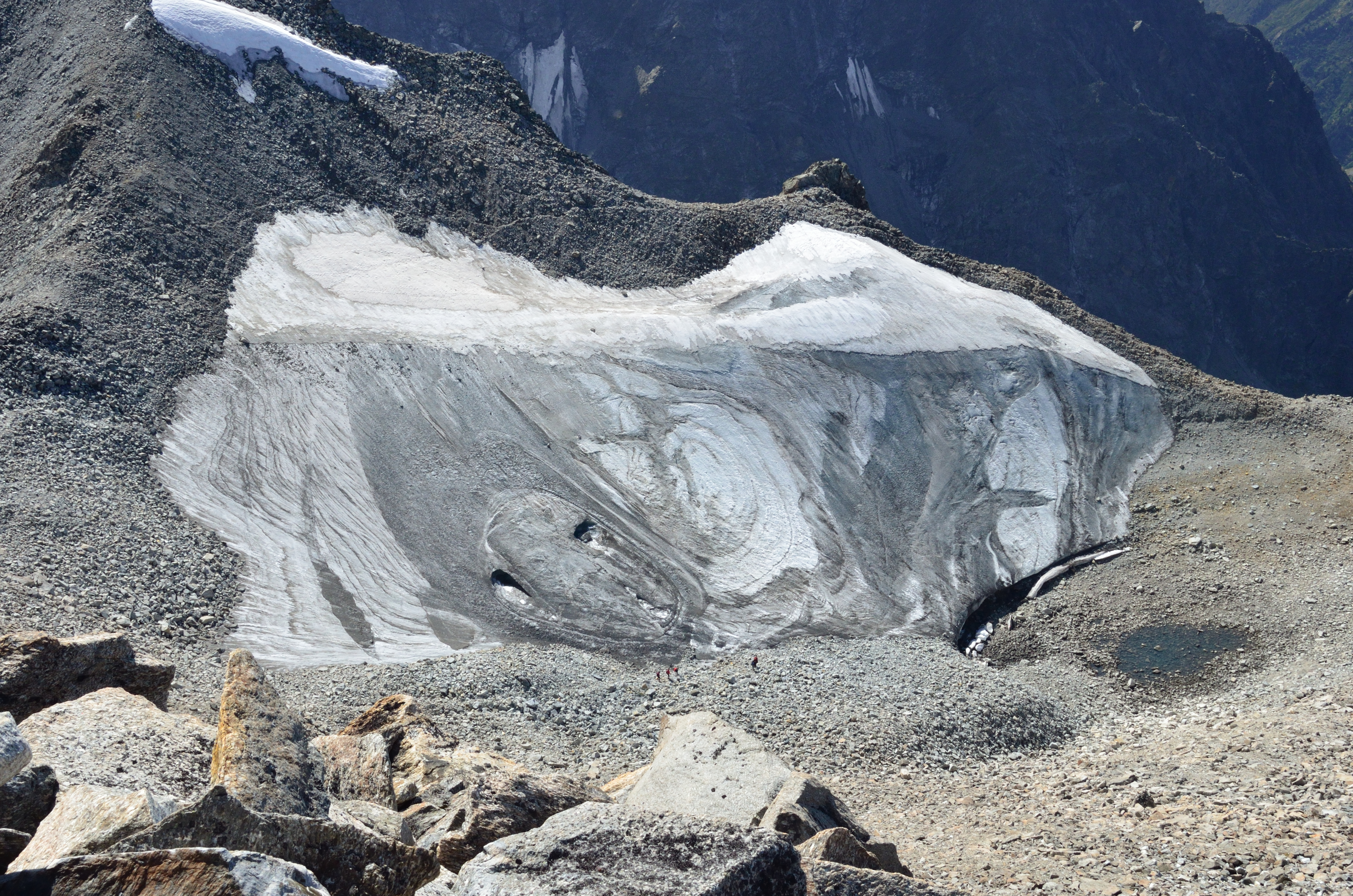
Toteisfeld unterhalb der Hohen Geige in den Ötztaler Alpen, Tirol

Als Toteis bezeichnet man Gletschereis, das mit dem aktiven Gletscher nicht mehr verbunden ist, sich infolgedessen auch nicht mehr bewegt und meist mit Sedimenten bedeckt ist.

## Begriffsverwendung
Umgangssprachlich wird die Bezeichnung Toteis generell auf sich nicht mehr bewegendes Gletschereis angewendet. In der Wissenschaftssprache hingegen ist es üblich, zwischen stagnierendem Eis und Toteis zu unterscheiden. Stagnierendes Eis kann noch Kontakt zum aktiven Gletscher haben. In jedem Fall ist es nicht oder noch nicht mit Sedimenten überschüttet worden. Toteis hingegen hat den Kontakt zum aktiven Gletscher verloren und wurde mit Sedimenten (meist Schmelzwassersande des Gletschers) überdeckt.

## Entstehung

Entstehung eines Toteissees beim Abschmelzen eines Gletschers

Toteis entsteht dadurch, dass das Eis eines zurückschmelzenden Gletschers nicht gleichmäßig niedertaut. Auch wenn der allergrößte Teil des Eises abgeschmolzen ist, bleiben stets mehr oder weniger große Blöcke im ehemals eisbedeckten Gebiet zurück. Vor allem in Gebieten mit lokal erhöhter Eismächtigkeit, wie in Zungenbecken oder glazialen Rinnen, ist dies sehr häufig der Fall. Vom aktiven Gletscher nachströmendes Schmelzwasser lagert neben und schließlich über den Eisblöcken Material (meistens Sand) ab. So wird das Eis zu Toteis.

## Konservierung und Abschmelzen
Da die Sandüberdeckung als Isolation gegen die Sonneneinstrahlung wirkt, schmilzt Toteis im Regelfall nur sehr langsam ab. Darüber hinaus kann durch das Ausbilden eines Permafrostbodens das Toteis mehrere Jahrtausende im Boden konserviert werden. Extremfälle mit etwa 70.000 Jahre altem Toteis sind aus Nordwestsibirien dokumentiert. Erst mit weiterer Erwärmung löst sich der Dauerfrostboden auf und das Toteis schmilzt.
Bei heutigen Gletschern ohne Dauerfrostboden in der Umgebung hängt die Zeit bis zum endgültigen Abschmelzen des Toteises von den klimatischen Verhältnissen, von möglicher Beschattung in tiefen Tälern und von der Menge und Art der überlagernden Sedimente ab. Das Abschmelzen kann auch hier durchaus Jahre bis Jahrzehnte andauern.
Mit dem Abschmelzen im Untergrund sackt dabei die Oberfläche über dem Toteis langsam nach und es kann sich ein Toteisloch oder Toteiskessel bilden. Liegt der Boden des Kessels unterhalb des Grundwasserspiegels, entsteht ein Toteissee.
Toteis kann sich auch in nachträglich darüber abgelagerte Sedimente (z. B. in glazifluviale Sande oder Flugsande) durchpausen. Toteisformen sind daher in der Nähe des ehemaligen Eisrandes auch auf Sandern zu finden.

## Nachweis von Toteis

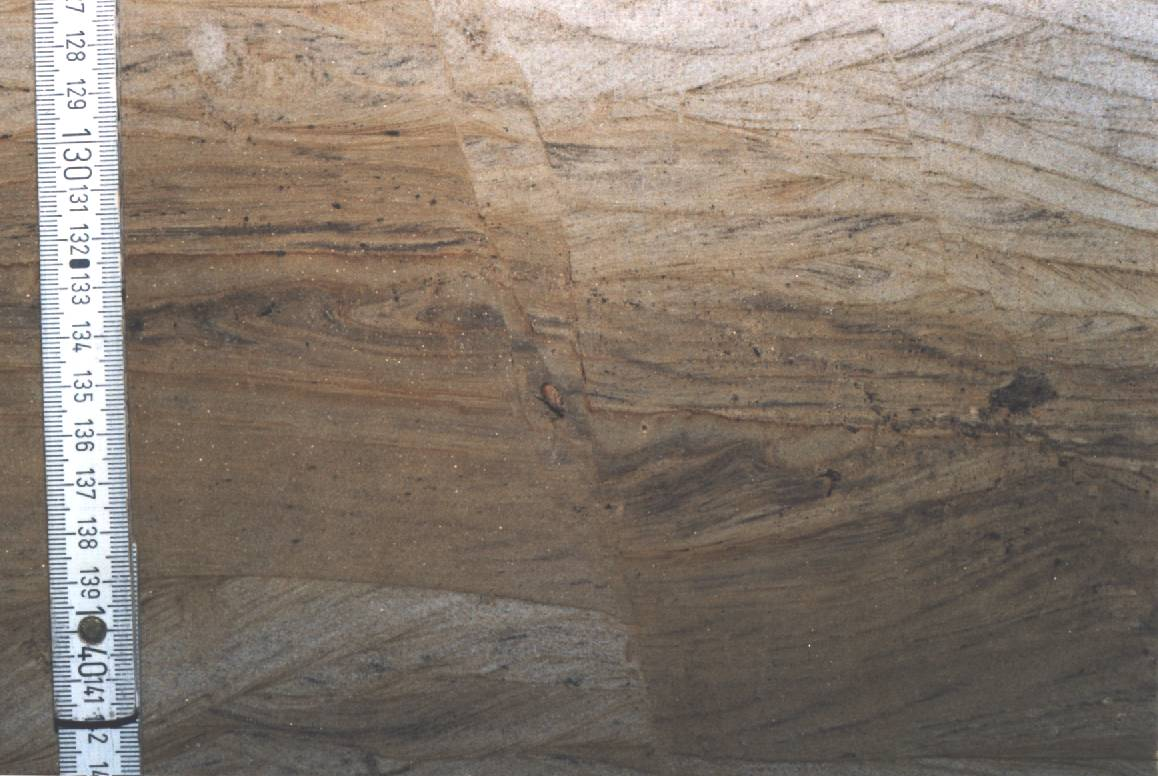
Durch abschmelzendes Toteis verursachte Abschiebung in Eisstauseeablagerungen

### Geologisch
Der Nachweis von abgeschmolzenem Toteis ist geologisch-sedimentologisch meist nicht leicht durchzuführen. Da Toteiskessel oft Niederungsgebiete mit hohem Grundwasserstand sind, können Grabungen nur selten durchgeführt werden. Ist es vor allem an den Rändern der Kessel doch möglich, so finden sich Dehnungserscheinungen in den Sedimenten. Ein sicherer Hinweis auf ehemals vorhandene Eisblöcke sind Abschiebungen in den Sedimentschichten. Das Austauen des Eises führte zum Absacken der Ablagerungen.

### Geomorphologisch
In den ehemals vergletscherten Gebieten auftretende allseitig geschlossene Hohlformen werden für gewöhnlich als Toteiskessel interpretiert. Sicher ist diese Interpretation dann, wenn die Kessel in Gebieten vorkommen, auf denen es normalerweise solche Kessel nicht gibt, wie zum Beispiel auf Sanderflächen und in Urstromtälern. Die Schmelzwässer würden solche Kessel normalerweise schnell verschütten. Ein ehemals vorhandener Toteisblock ist dann die plausibelste Erklärung für den Erhalt solch einer Hohlform.

## Verbreitung
Das Entstehen von Toteis ist in den Abschmelzgebieten von Gletschern ein sehr häufig zu beobachtender Vorgang, weshalb Toteiskessel weltweit in allen jung vergletscherten Gebieten auftreten. Außerhalb Deutschlands findet man sie zum Beispiel sehr zahlreich in Südschweden und in Nordamerika.

## Toteiskessel (Toteisloch)

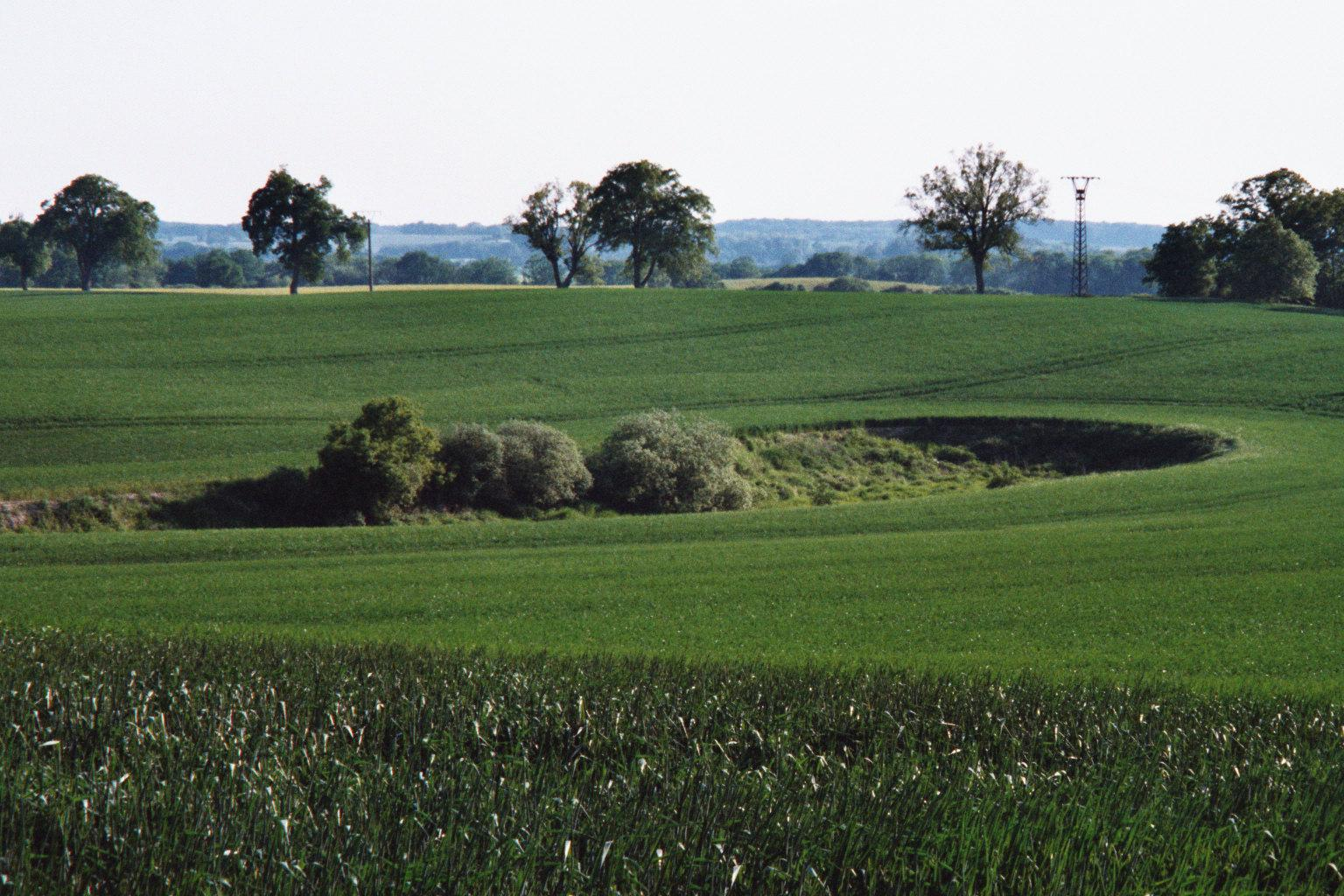
Toteiskessel an der Bundesstraße 193 zwischen Penzlin und Peckatel in Mecklenburg-Vorpommern

Als Toteiskessel oder -löcher bezeichnet man im Allgemeinen kleinere, vollständig geschlossene Hohlformen, deren Entstehung auf das Verschütten und anschließende Austauen eines Toteisblockes zurückgeführt wird. Auf Grund ihrer geringen Größe (weniger als 1 ha) haben sie meistens eine eher regelmäßige, rundliche Form. Sie können aber mehr als zehn Meter tief sein. Heute enthalten viele von ihnen kleine Gewässer (Sölle).

Toteiskessel von Mühldorf am Inn im Haager Land
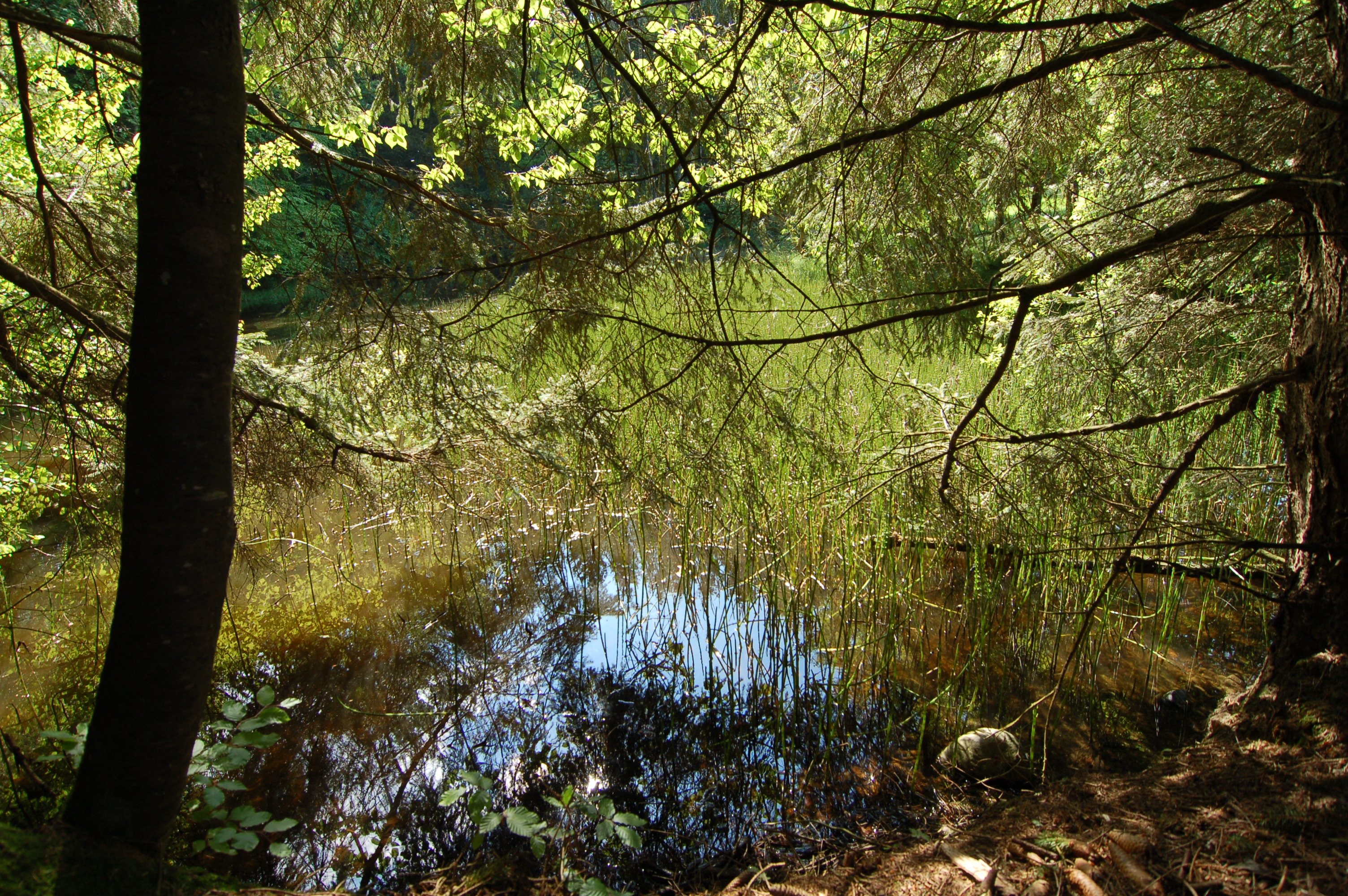
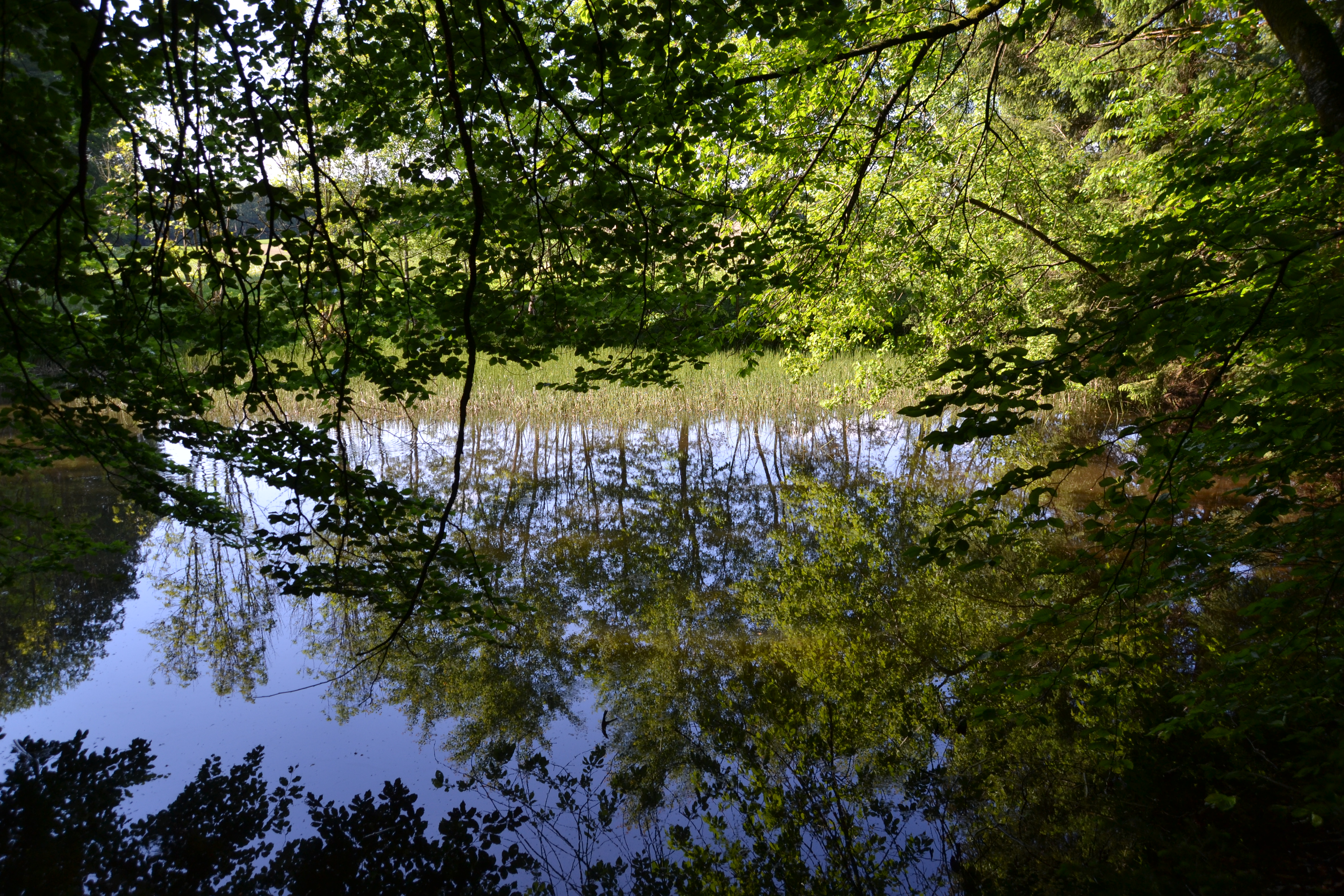
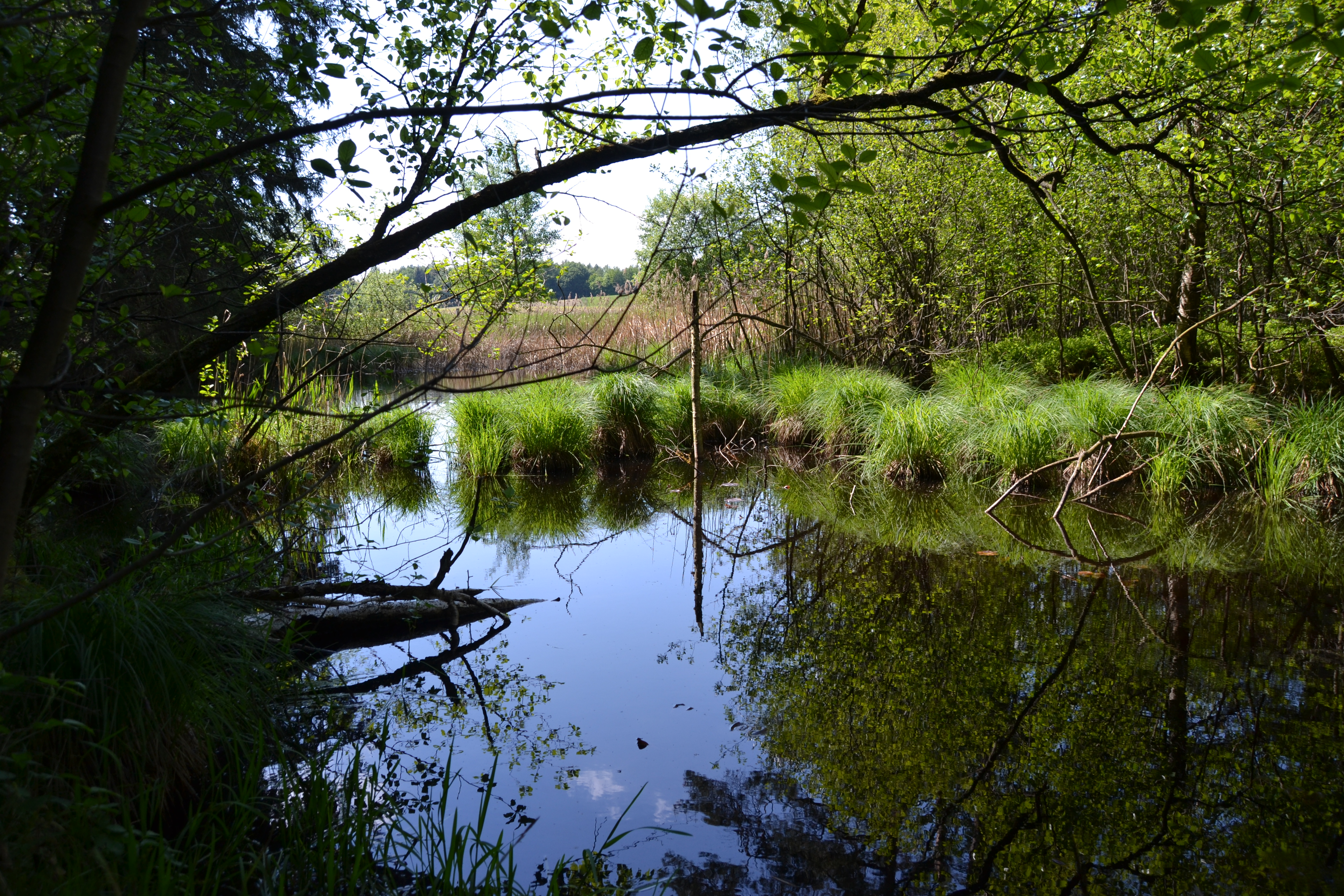
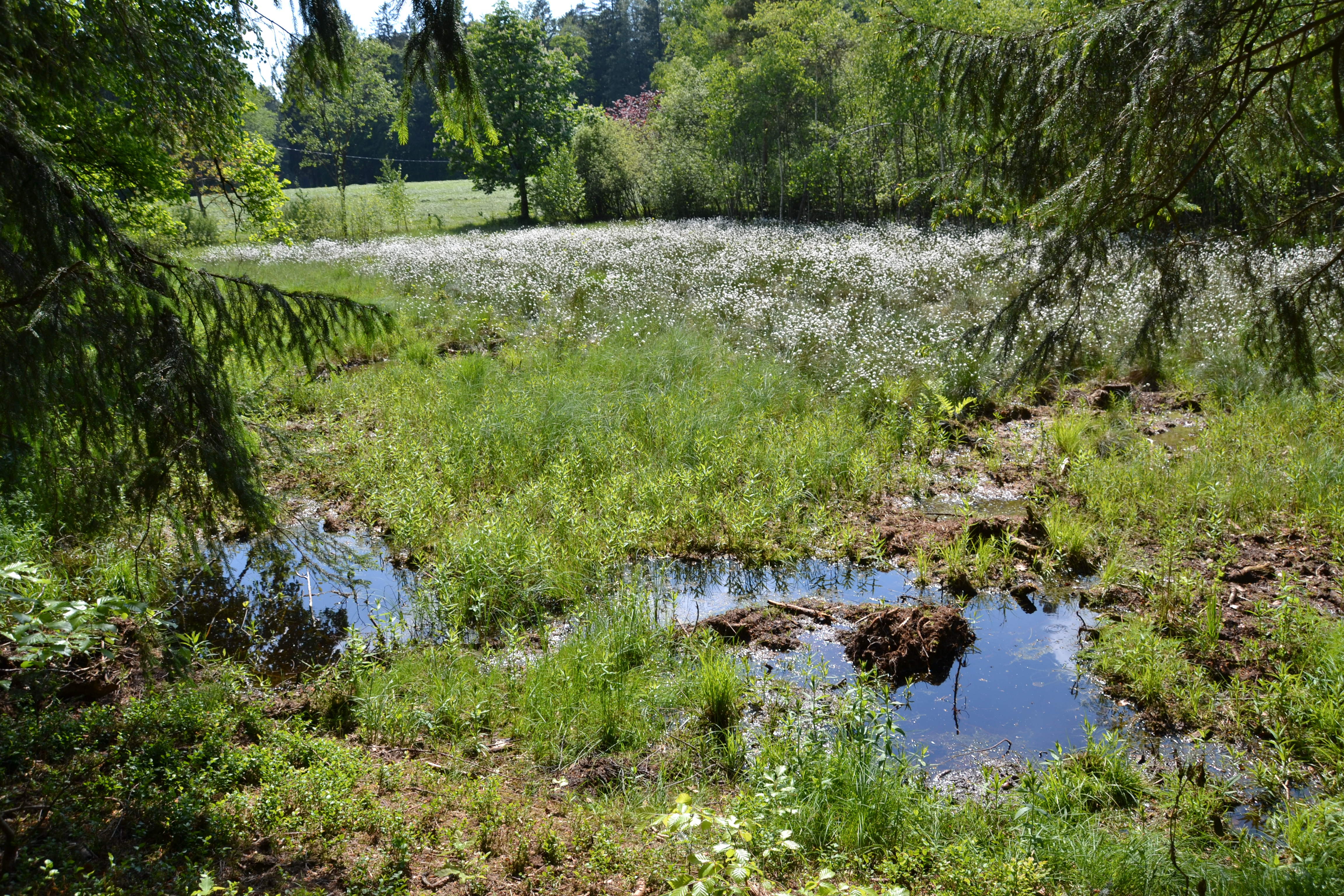

### Deutschland
Während des Eiszeitalters mit seinen wiederholten Eisvorstößen in Nord- und Süddeutschland war Toteis ein weit verbreitetes Phänomen des Eisrückzugs. Vor allem die Hohlformen der jüngsten Vergletscherung – in Süddeutschland Würm-Eiszeit, in Norddeutschland Weichsel-Eiszeit genannt – sind noch recht frisch und in den ehemals vom Eis bedeckten Gebieten sehr zahlreich. Sehr weit verbreitet sind sie daher in Nordbrandenburg, Mecklenburg-Vorpommern, Schleswig-Holstein und im Alpenvorland.

#### Süddeutschland
Die am Ende der letzten Eiszeit geschmolzenen Toteisblöcke ließen kleinere Seen entstehen, zum Beispiel die Osterseen südlich des Starnberger Sees oder die Eggstätter Seen nordwestlich des Chiemsees. Ebenfalls in Oberbayern, im Haager Land, befindet sich ein Toteiskesselweg mit zwei Routen – eine nach Höhenberg, die andere nach Limberg. Nummerierte Findlinge markieren den Weg. Zu sehen gibt es unterschiedliche Verlandungsstadien (Weiher, Großseggenried, Moor, Sumpfwiese). Ein schönes Beispiel eines trichterartigen Toteiskessels (Durchmesser circa 50 m) findet sich direkt neben der Bundesstraße 471 bei Grafrath im Landkreis Fürstenfeldbruck. Auch in der Nähe von Ebersberg gibt es ein Toteisloch. Südlich davon haben sich der Steinsee und in Glonn der Kastensee aus Toteislöchern gebildet.
In Oberschwaben ist die Blitzenreuter Seenplatte entlang der Bundesstraße 32 mit dem Dornacher Ried und dem Schreckensee erwähnenswert. Buchsee, Bibersee, Vorsee und Schreckensee gelten als Toteislöcher.

#### Norddeutschland

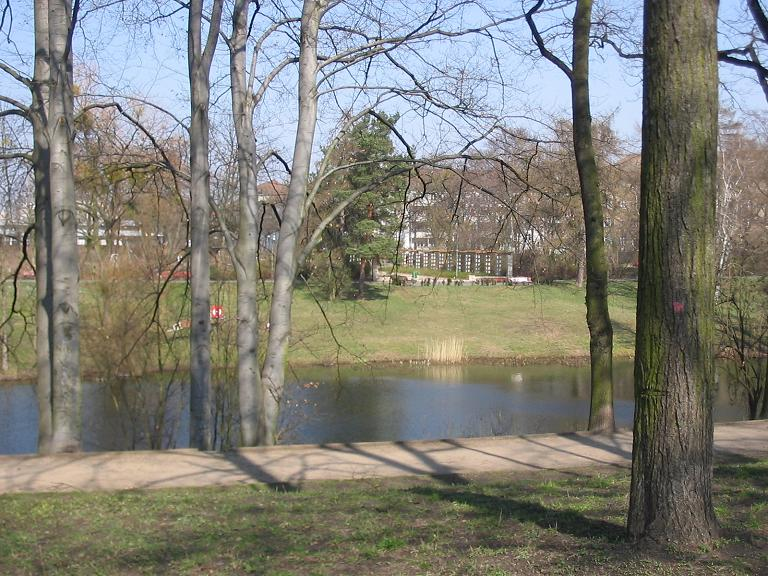
Toteisloch Blanke Helle, Naturdenkmal in Berlin

Vor allem für Berlin und Brandenburg muss man für viele, wenn nicht sogar für die meisten Seen eine Konservierung ihrer Becken durch Toteis annehmen, da sie innerhalb von Urstromtälern oder Sanderflächen liegen. Vor allem innerhalb des Berliner Urstromtals befinden sich zahlreiche Seen (unter anderem Müggelsee, Langer See (Dahme), Rummelsburger See), deren Erhaltung im Urstromtal nur mit einer Konservierung durch Toteis erklärbar ist.
Auf der Ostseeinsel Fehmarn sind die Teiche Kriegssoll und Ratssoll durch Toteis entstanden, in Mölln im südlichen Schleswig-Holstein der Grundlose Kolk.

### Österreich
- Das Meerauge in den Südlichen Kalkalpen: In einem kleinen Hochtal in den Kärntner Karawanken, dem Bodental, befindet sich ein kleineres Toteisloch mit überregionaler Bekanntheit. Es wird als „Meerauge“ bezeichnet. Seine türkisblaue Wasserfarbe und die aufsteigenden Blasen regen seit jeher die Phantasie der Menschen an. Im Volksmund mutmaßte man von einer unterirdischen Verbindung zu einem anderen See bzw. gar zum Meer.
- im Tiroler Mittelgebirge finden sich zahlreich Toteisreste (etwa Lanser See, Viller Moor, Wirtssee bei Grinzens)
- in Vorarlberg das Toteisloch auf der Dunza östlich des Davider Moores (Gemeindegebiet Bürserberg) mit seinem zentral gelegenen Flachmoor ist sowohl in geomorphologischer als auch vegetationsgeschichtlicher Hinsicht höchst schützenswert.[9]